# Kofferklausur
Als Kofferklausur oder Open-Book-Klausur werden an Universitäten Klausuren bezeichnet, zu denen praktisch alle schriftlichen Hilfsmittel zugelassen sind, insbesondere das Vorlesungsskript oder beliebige Bücher. Daher deutet der Begriff an, dass die Studenten mit einem ganzen Koffer voll Material erscheinen, wenn die Klausur in Präsenz geschrieben wird. Nicht zulässig sind in der Regel Kommunikationsmittel wie Handy oder Laptops. Während der COVID-19-Pandemie in Deutschland wurden an vielen deutschen Hochschulen Online-Klausuren zugelassen, wenn Präsenzklausuren nicht möglich waren. Teilweise wurden solche Klausuren als Kofferklausuren durchgeführt.

## Vorteile
Diese Form der Prüfung kann unter drei Bedingungen sinnvoll sein:
1. Es sollen weitergehende Fragestellungen abgeprüft werden, die über den in den Materialien angegebenen Lernstoff hinausgehen und eigene Denkansätze erfordern. Langwieriges Auswendiglernen von Schemata oder zusammenhanglosen Fakten entfällt damit.
2. Bei reinen Lernstoffen wird die vorgegebene Zeit für die Fragenmenge so knapp bemessen, dass ein schlecht vorbereiteter Prüfling durch das Nachschlagen mehrerer Antworten zu viel Zeit verliert, um die Klausur noch bestehen zu können. Häufig wird diese Methode mit der Form der Multiple-Choice-Klausur verbunden, um den Arbeitsaufwand beim Korrigieren niedrig zu halten.
3. Es lohnt sich wegen des damit verbundenen Zeitverlusts und drohender gravierender rechtlicher Folgen für Prüflinge nicht, Täuschungsversuche zu begehen.

Der wesentliche Vorteil einer derartigen Prüfung für die Prüfer besteht darin, dass problemlösungsorientierte Kompetenzen geprüft werden können, die eher an den zukünftigen beruflichen Erfordernissen ausgerichtet sind. Hinzu kommt, dass sich der Aufwand für Aufsichtskräfte während der Prüfung gegenüber herkömmlichen Klausuren (mit strengen Kontrollen von Täuschungsversuchen) im Rahmen hält.
Für die Geprüften liegt ein möglicher Vorteil darin, dass die Prüfungsvorbereitung insgesamt zeitlich entzerrt wird, da unmittelbar vor den Prüfungen für diese Prüfungen keine Zeit zum Auswendiglernen von Inhalten benötigt wird.

## Nachteile
Ein möglicher Nachteil bei einer Open Book-Klausur für die Geprüften besteht darin, dass bewährte Vorbereitungsstrategien für Auswendiglern-Prüfungen bei Kofferklausuren nicht funktionieren.
Bei Kofferklausuren ist es nur verboten, dass Prüflinge persönliche Kontakte mit Dritten aufnehmen. Bei Präsenzklausuren ist es durch Aufsicht Führende leicht festzustellen, ob jemand während der Klausur Gespräche führt. Auch kann es zur Auflage gemacht werden, dass vor der Prüfung alle Mobiltelefone abgegeben werden müssen. Durch Überwachungssysteme im Prüfungsraum kann kontrolliert werden, welche technischen Möglichkeiten ein bestimmter Prüfling auf dem Computer in Anspruch nimmt, an dem er während der Klausur arbeitet, d. h. ob er z. B. Emails verschickt bzw. liest oder soziale Netzwerke nutzt.
Täuschungsmanöver bei Online-Kofferklausuren sind schwieriger zu entdecken. Die Zulässigkeit von Abwehrmaßnahmen wie der Überwachung des Verhaltens von Prüflingen in ihrer Wohnung per Videokamera ist rechtlich umstritten. Vor Täuschungsversuchen in Online-Klausuren kann allerdings eine Versicherung an Eides statt abschrecken. Analog der Erklärung unter schriftlichen Hausarbeiten müsste der Prüfling versichern, die Klausur eigenständig verfasst zu haben. Träfe das nicht zu, wäre in der Regel § 156 StGB anzuwenden („Falsche Versicherung an Eides statt“).